# گورستان آرادره
گورستان آرادره مربوط به عصر آهن است و در شهرستان ابهر، بخش سلطانیه، دهستان سلطانیه، ۴۸۰ متری جنوب غرب روستای قیاسیه واقع شده و این اثر در تاریخ ۲۶ دی ۱۳۸۶ با شمارهٔ ثبت ۲۰۵۱۷ به‌عنوان یکی از آثار ملی ایران به ثبت رسیده است.